# Henri Forestier
Pour les articles homonymes, voir Forestier (homonymie).
 (avril 2024).
Si vous disposez d'ouvrages ou d'articles de référence ou si vous connaissez des sites web de qualité traitant du thème abordé ici, merci de compléter l'article en donnant les références utiles à sa vérifiabilité et en les liant à la section « Notes et références ».
Henri Forestier, né vers 1775 à La Pommeraye et mort le 14 septembre 1806 à Londres, est un général vendéen lors de la guerre de Vendée.

## Biographie
Comme plusieurs de ses frères aînés, il va au collège, se destinant, d'après ses dires, à devenir médecin. Un de ses frères, curé de La Pommeraye, refuse le serment à la Constitution civile du clergé et est obligé de se cacher, ce qui ne pousse pas le jeune Henri à apprécier la nouvelle République.
La guerre civile ayant éclaté en Vendée en 1793, lorsqu'il a à peine dix-huit ans, il prend les armes contre la République et se fait très vite remarquer devenant secrétaire de l'état-major de l'Armée d'Anjou, puis commandant en second de la cavalerie.
Il s'illustre dans de nombreux combats mais c'est après la bataille de Saumur en juin 1793 qu'il est nommé à la tête de la cavalerie, grade qu'il délaisse en faveur du Prince de Talmont mais qu'il assure de fait sur le terrain. Après le passage de la Loire en octobre, il commande l'avant-garde vendéenne dans cette désastreuse expédition mais après la bataille d'Angers, il va se placer sous les ordres du Joseph de Puisaye qui chouannait près de  Rennes. Ce général, ayant voulu surprendre la garnison de Rennes au début de 1794, donne à Forestier le commandement de son aile gauche. Celui-ci combat encore avec beaucoup de valeur dans cette occasion mais l'entreprise est difficile et mal combinée. Après quelques mois, il revient en Vendée devenant le second du général Jean-Nicolas Stofflet négociant pour lui tous les grands traités de paix de 1795. Après la mort de Stofflet et la reddition de  Charles d'Autichamps en 1796, il devient général en chef de l'Armée d'Anjou.
La guerre terminée, il se rend en Grande-Bretagne avec des lettres de recommandation de Madame de Donnissan, veuve d'un général vendéen, pour son frère le  Duc de Lorges. Avec ce dernier, il tenta dès 1797 de réorganiser une révolte dans l'Ouest. Ainsi en 1799 il reparaît dans le Haut-Anjou à la tête d'un parti d'insurgés mais il se heurte au refus des autres généraux vendéens de le suivre, bien qu'il ait été nommé lieutenant général par le comte d'Artois.
Gravement blessé en septembre 1799 à Cerizay, il ne reparaît qu'à la pacification et vient à Paris en 1801 pour y refuser les offres de Napoléon Ier. Il se rend ensuite à Bordeaux et, quoiqu'il soit déjà signalé par la police, il s'y procure un passeport pour Bayonne, d'où il va en Espagne puis à Londres.
Après la rupture du traité d'Amiens, Forestier est chargé, conjointement avec son ami Ceris, de soulever la Guyenne pour la cause des Bourbon (complot qui entra dans l'Histoire sous le nom d'"Affaire des plombs"). En conséquence, il débarque au Portugal en 1803, se rend à Bordeaux par Bayonne muni d'instructions et d'argent par le gouvernement britannique. Le maréchal Lannes, alors ambassadeur à Lisbonne, ayant donné avis de cette entreprise à la police, Forestier est recherché mais inutilement : il avait en Guyenne des amis fidèles, entre autres dans les familles de La Rochejaquelein et Donnissan. Mme de Donnissan se charge avec lui d'organiser une armée secrète dont l'organisation militaire est confiée à un ancien général républicain Élie Papin. Ces opérations devaient coïncider avec celles de Georges Cadoudal à Paris et s'étendre jusque dans la Vendée et à Nantes, où un lieutenant de Henri Forestier, Dupérat, tenait un commerce de vins destiné à "blanchir" l'argent du complot. La découverte de la conspiration de Georges Cadoudal n'anéantit pas toutes les espérances de Forestier, en 1804 un vaste réseau politique, militaire et financier, couvrait une partie de l'Europe et n'attendait que son signal pour déclencher la révolte mais le complot fut découvert durant l'été 1804 et plusieurs conjurés arrêtés. Le procès a eu lieu à Nantes en décembre 1805 et voit plusieurs membres condamnés à mort (dont Forestier par contumace). 
Réfugié à Londres dans l'espoir de relancer un nouveau complot, plusieurs historiens affirment qu'il fua été assassiné par son ancienne maîtresse, la  comtesse d'Oyenhausen, probablement poussée par le gouvernement britannique. Frédéric Augris dans son article pour la revue Savoir en 2014 et dans son livre "La Comtesse d'Oeynhausen et la Vendée", met en doute cette version ; démontrant que la comtesse est restée aux côtés du général jusqu'à la fin. Il est mort à Londres le 14 septembre 1806 et inhumé dans une chapelle de la paroisse de St-Giles-in-the-Fields au cœur de Londres le 19 septembre 1806 sous le nom de Alfred Henry marquis de Forestier.